# Ancylistes impunctatus
Ancylistes impunctatus là một loài bọ cánh cứng trong họ Cerambycidae.